# Cam (film)
Cam är en amerikansk psykologisk skräckfilm från 2018 i regi av Daniel Goldhaber och skriven av Isa Mazzei baserad på en berättelse av Goldhaber, Mazzei och Isabelle Link-Levy. Berättelsen är delvis skriven av Mazzeis egna upplevelser när hon jobbade som en camgirl (webbkameramodell). I huvudrollerna ser vi Madeline Brewer, Patch Darragh, Melora Walters, Devin Druid och Michael Dempsey.
Filmen hade premiär 18 juli 2018 på Fantasia International Film Festival och lanserades på Netflix 16 november 2018.

## Handling
Alice Ackerman jobbar med att posera framför webbkameror. En dag får hon sitt konto kapat av en dubbelgångare. Alice måste identifiera den mystiska brottslingen och återta sin identitet innan det är för sent.

## Rollista
- Madeline Brewer som Alice/Lola
- Patch Darragh som Tinker

- Melora Walters som Lynne
- Devin Druid som Jordan
- Imani Hakim som Baby
- Michael Dempsey som Barney
- Flora Diaz som Fox
- Samantha Robinson som Princess_X
- Jessica Parker Kennedy som Katie
- Quie Tann som LuckyDuck